# Bundesstraße 192
Pour les articles homonymes, voir B192 et Route 192.
La Bundesstraße 192 est une Bundesstraße du Land de Mecklembourg-Poméranie-Occidentale.

## Géographie
De Karow à Neubrandenbourg en passant par Waren (Müritz), la B 192 traverse le plateau des lacs mecklembourgeois. Un tronçon long d’environ quatre kilomètres passe en rocade depuis Malchow sur la Bundesautobahn 19, entre les jonctions de Malchow et Waren (Müritz). La B 192 fait partie de la route des avenues allemandes entre l'abbaye de Malchow et Sietow.
En raison du volume de trafic élevé pendant la saison des vacances et d'un transport plus fluide des grandes hélices de bateau fabriquées par Mecklenburger Metallguss, un agrandissement est prévu. Plus précisément, la route entre Waren et la jonction de Malchow à l'autoroute sera élargie par une autre voie.

## Histoire
En 1848, on bâtit la chaussée de Karow à Malchow. La "Kunststraße" de Neubrandenbourg à Waren via Penzlin est achevée en 1849. En 1937, elle prend le nom de Reichsstraße 192. À cette époque, elle commence près de Kritzowburg sur la Reichsstraße 105.

## Source
- (de) Cet article est partiellement ou en totalité issu de l’article de Wikipédia en allemand intitulé « Bundesstraße 192 » (voir la liste des auteurs).